# Kavac Film
Kavac Film è una società di produzione cinematografica fondata a Roma nel 1997 da Marco Bellocchio e Francesca Calvelli. È specializzata in film internazionali, documentari e art house movies. Si dedica inoltre alla produzione di cortometraggi sperimentali e alla ricerca di registi emergenti. Dal 2016 ne fa parte Simone Gattoni (attuale CEO), segnalato nel 2019 da Variety come uno dei "dieci produttori da tenere d'occhio". Tra i progetti in produzione La Vita Accanto di Marco Tullio Giordana, Prima la vita, poi il cinema di Francesca Comencini, Volare di Margherita Buy, Campo di battaglia di Gianni Amelio.

## Produzioni

### Lungometraggi
- Sorelle, regia di Marco Bellocchio (2006)
- Sorelle Mai, regia di Marco Bellocchio (2010)
- I pugni in tasca, regia di Marco Bellocchio (1965) - (versione restaurata 2015)
- Sangue del mio sangue, regia di Marco Bellocchio (2015)
- Fai bei sogni, regia di Marco Bellocchio (2016)
- Il mio Godard (Le redoutable), regia di Michel Hazanavicius (2017)
- Il traditore, regia di Marco Bellocchio (2019)
- Marx può aspettare, regia di Marco Bellocchio (2021)
- Esterno notte, regia di Marco Bellocchio (2022)
- Il signore delle formiche, regia di Gianni Amelio (2022)
- Rapito, regia di Marco Bellocchio (2023)
- Volare, regia di Margherita Buy (2024)
- Campo di battaglia, regia di Gianni Amelio (2024)
- Il tempo che ci vuole, regia di Francesca Comencini (2024)
- La vita accanto, regia di Marco Tullio Giordana (2024)

### Cortometraggi
- Per una rosa, regia di Marco Bellocchio (2017)
- La lotta, regia di Marco Bellocchio (2018)
- Frontiera, regia di Alessandro Di Gregorio (2018)
- Se posso permettermi, regia di Marco Bellocchio (2021)